# Adeln i Danmark

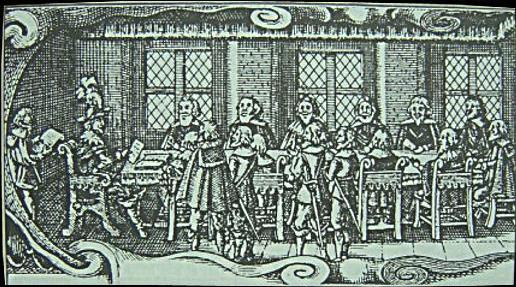
Det danska riksrådet samlat som rättarting under kung Kristian IV:s ledning. Enbart adelsmän kunde sitta i riksrådet.

Adeln i Danmark är en samhällsklass som i Danmark åtnjöt vissa privilegier och särskilda rättigheter tills grundlagen infördes 1849 och den så kallade länsavlösningen genomfördes 1919.
Den danska adeln, som grovt indelas i uradel, brevadel, högadel och lågadel, består i dag av cirka 200 släkter, som antingen är obetitlade, friherrliga (= baron), länsfriherrliga (= länsbaron), greveliga eller länsgrevliga. Som uradel räknas i Danmark den adel, som är känd före reformationen (1536), medan brevadeln är den adel, som därefter har fått sitt adelskap genom ett adelsbrev eller "patent" (endera ämbetsmän eller militärer, därav begreppet svärdsadel). Som högadel räknas den gamla riksrådsadeln och den betitlade adeln efter enväldets införande 1660. Sammanlagt har det existerat cirka 725 danske adelssläkter under tidernas lopp

## Historik
Upphovet till Danmarks adel var detsamma som till Sveriges, nämligen krigstjänsten, och då i synnerhet den till häst. Det är tveksamt om det bland forntidens danska bönder fanns någon adel utöver den ställning, som rikedom och ett ansett namn kunde ge. Men medeltidens adel har sitt ursprung i den fast anställda skara krigare (huskarlar), som kungarna, alltifrån Knut den store, samlade som sin hird, den så kallade tinglid eller vederlag. Dessa förenades genom bestämmelser om nära sammanhållning och självständig domsrätt över varje medlem under en mycket sträng gårdsrätt. Förhållandet ändrades snart, så att de flesta kunde bo på sina egna gårdar runt om i landet, och bara ett mindre antal stannade hos kungen. I ersättning för sin skyldighet att göra krigstjänst var de skattebefriade.
Inträde i detta stånd stod öppet för vem som helst och var inte ärftligt, utom i den meningen, att endast förmögna män kunde förvänta sig att bli upptagna. Det blev i synnerhet krigstjänst till häst, som krävdes (redan under 1000-talet), och detta utvecklades under 1100-talet under Valdemar den store, samtidigt med att ledingsskyldigheten kändes tyngre av bönderna. Med Absalons medverkan omarbetade Knut VI vederlagsrätten, varefter den antogs av vederlaget, och detta hade ofta ett väsentligt inflytande på kungavalet, liksom på andra viktiga beslut.
Eftersom adeln härstammade från alla landskap, blev den ett betydelsefullt medel att binda samman de olika provinserna till en enhet, liksom danehofet avlöste landstingen. Under påverkan av utländska förebilder fick hærmændene (milites) högre tankar om sin ställning och försökte begränsa kungarnas godtyckliga makt, medan de själva satt trygga på sina fasta borgar, omgivna av en mängd svenner. Handfästningarna utvidgade småningom deras fri- och rättigheter över bönderna ända till fullständig hand- och halsrätt; adelskapet blev ärftligt, och de lägre adelsmän, som levde som bönder, sjönk efter hand ned i bondeståndet.

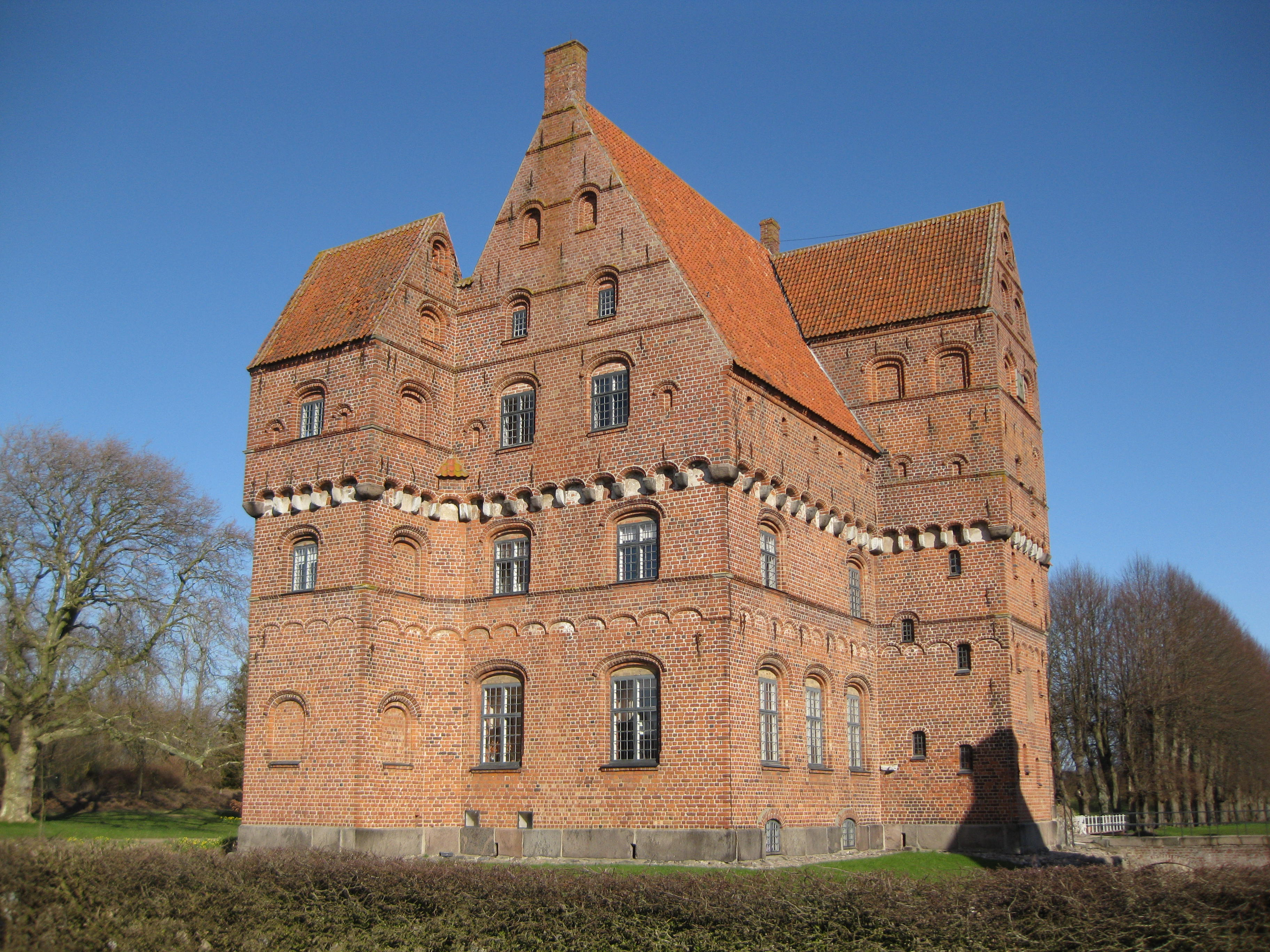
Borreby, en av de många herrgårdar som byggdes under 1500-talet.

I kung Hans handfästning 1483 användes ordet "ädling" och i Fredrik I:s 1523 själva ordet "adel", och 1525 påbjöds fasta släktvapen. Tidsskedet 1536–1660 kallas ofta adelsväldets tid, och framför allt tiden 1570–1695 var den danska adelns glansperiod: adeln byggde då präktiga herrgårdar samt tog aktiv del i folkets nationella, religiösa och vetenskapliga liv. Slöseri och vällevnad minskade samtidigt adelns kraft, och då adelns maktlystnad vid Fredrik III:s handfästning 1648 hade spänt bågen för högt, medförde olyckorna i kriget med Sverige 1657–1660 ett djupt fall och beroende av det kungliga enväldet. Strax därefter (1671) upprättades en ny, högre länsadel (grevar och friherrar) med ökade rättigheter och nära förbunden med hovet, och senare följde en rangadel, i det att  ärftligt adelskap följde på upptagande i de tre första rangklasserna (1693). Vid 1600-talets slut var många av de gamla släkterna utdöda, men många invandrade tyska upptogs i stället.
Genom grundlagen av år 1849 upphävdes de sista resterna av adelns företrädesrättigheter; endast fideikommissen (stamhusene) fanns ännu kvar, samt rätten att inskriva döttrar i de adliga jungfruklostren.
Enligt en lag av 4 oktober 1919 övergick län och stamhus till privategendom. Som en följd miste den danska adeln den historiskt viktigaste grundvalen för sin inflytelserika sociala ställning.

## Danmarks Adels Aarbog
Danmarks Adels Aarbog (DAA) har kommit ut sedan 1884 och utges av Dansk Adelsforening. Den innehåller omfattande släktsöversikter för mer än 750 danska adelsätter, inklusive några norska.